# Perdita mazatlanica
Perdita mazatlanica är en biart som beskrevs av Timberlake 1980. Perdita mazatlanica ingår i släktet Perdita och familjen grävbin. Inga underarter finns listade i Catalogue of Life.